# Palazzo Ayrolo Negrone
Il palazzo Ayrolo Negrone, noto anche come palazzo Agostino Ayrolo o palazzo Negrone, è un edificio storico italiano, sito in piazza delle Fontane Marose 3 e 4, nel centro storico di Genova. È uno dei Palazzi dei Rolli che furono designati, al tempo della Repubblica di Genova, a ospitare gli ospiti di alto rango durante le visite di stato per conto del governo genovese.
L'edificio è fra i 42 palazzi dei rolli selezionati e dichiarati Patrimonio dell'umanità dall'UNESCO il 13 luglio 2006.
Dal 2000 è sottoposto a vincolo di tutela da parte della soprintendenza.

## Storia e descrizione
L'aspetto moderno è il frutto di una riedificazione di prospetti (numeri civici 3 e 4) realizzata alla fine del XVIII secolo da Antonio Barabino, padre del più celebre architetto Carlo Barabino, per il marchese Negrone, incorporando una costruzione eretta tra il 1560 e il 1562 per Francesco De Ugarte, ambasciatore della Corona spagnola presso la Repubblica di Genova.
Divenne poi di proprietà Spinola, Ayrolo (XVII secolo) e successivamente Negroni.
Con l'allargamento e il riordino altimetrico di salita di Santa Caterina, oltre all'adeguamento del raccordo tra questa strada, piazza delle Fontane Marose e via Carlo Felice (poi via XXV Aprile), si rese necessaria la sistemazione dei portali marmorei che vennero rialzati nel 1870 con un ulteriore assestamento compositivo dei prospetti.

## Galleria d'immagini

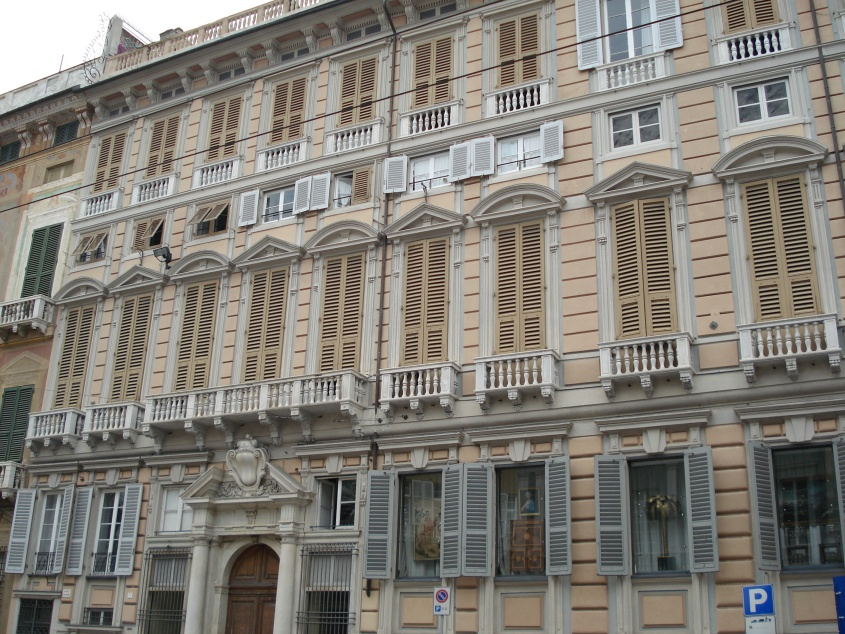
La facciata del palazzo
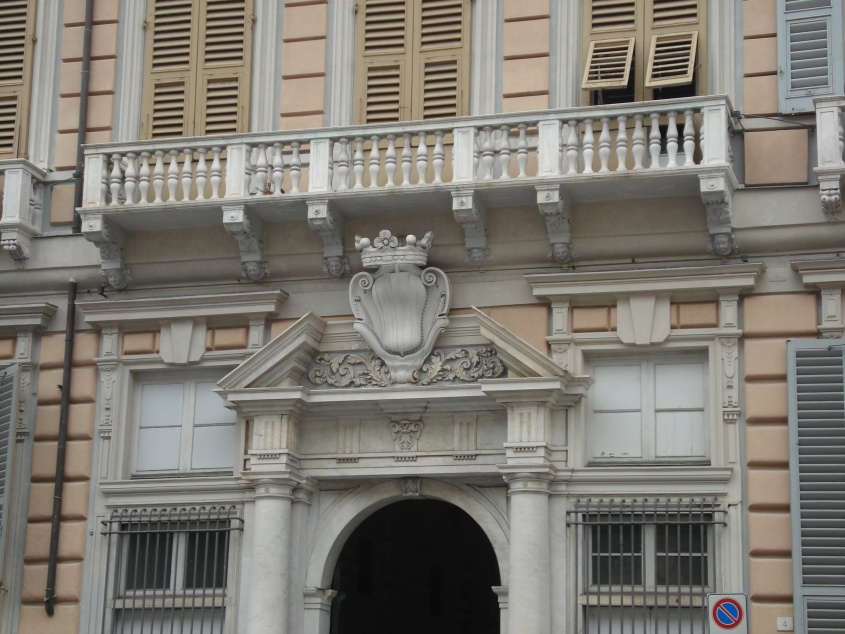
Particolare del portale al civico 4
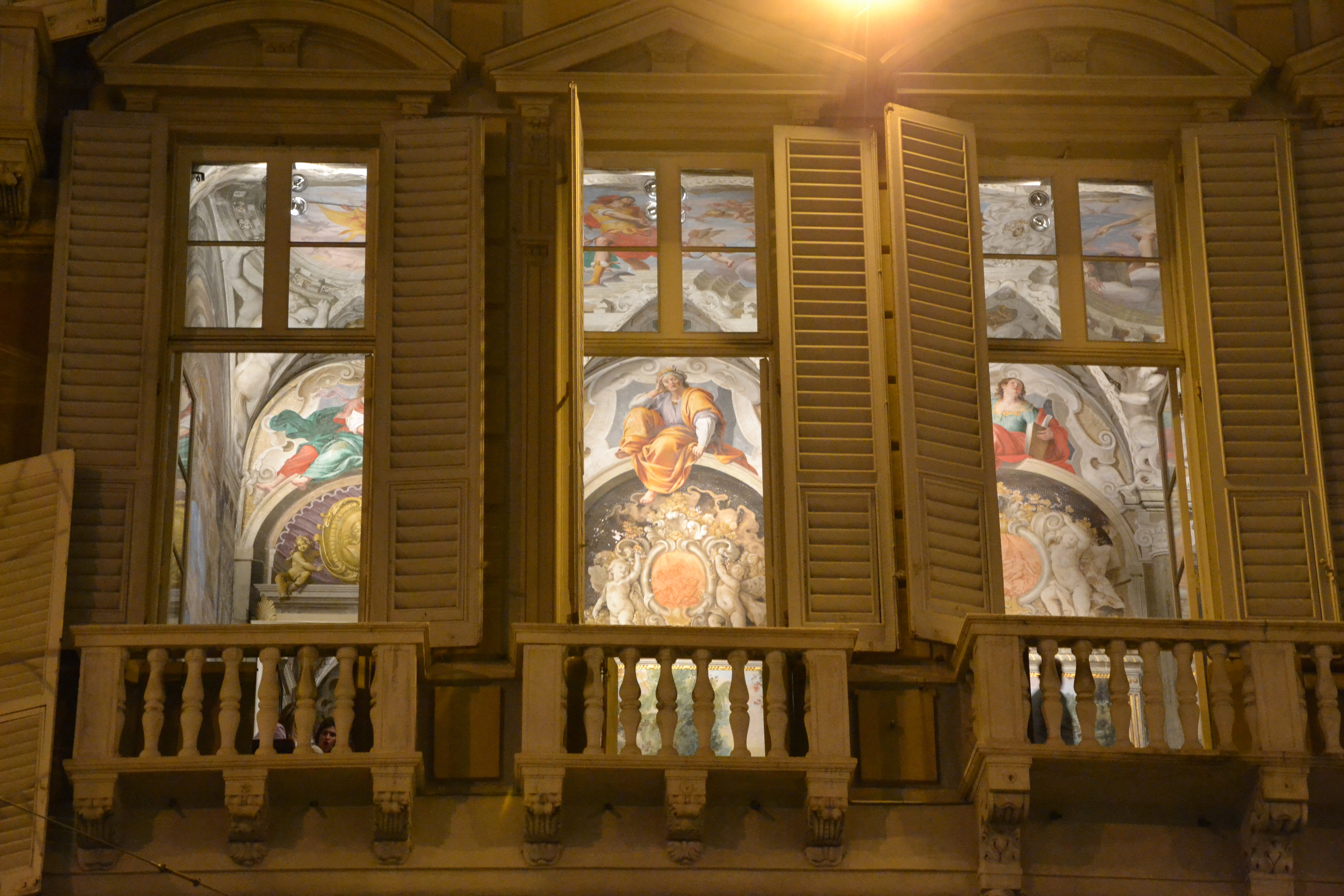
Finestre del piano nobile con scorci della galleria